# Lonan (paroisse insulaire)
Pour l’article homonyme, voir Lonan.
Lonan est une paroisse insulaire du sheading de Garff sur l’île de Man.
Cette paroisse traditionnelle comprend :
- le village de Laxey ;
- l’actuelle paroisse administrative de Lonan.